# Alternate Frame Rendering (Modus)

Schema der Funktionsweise

Alternate Frame Rendering (AFR) ist ein Render-Modus, der bei Multi-GPU-Verfahren eingesetzt wird.

## Technik
Bei diesem Modus teilen sich zwei oder mehr Grafikkarten die Renderlast, in dem die Einzelbilder immer abwechselnd berechnet werden.
Beispiel:
- Karte 1 rendert alle geraden Bilder
- Karte 2 rendert alle ungeraden Bilder

Da bei diesem Verfahren keine Rücksicht auf die unterschiedliche Komplexität der zu rendernden Szenen genommen wird, ist AFR sehr einfach zu implementieren und prinzipiell lassen sich alle Grafikchips im AFR-Modus zusammen betreiben. Deswegen ist AFR bei jeder Multi-GPU-Technik als Modus auswählbar (mit Ausnahme von Scan Line Interleave von 3dfx).

## Namensgebung

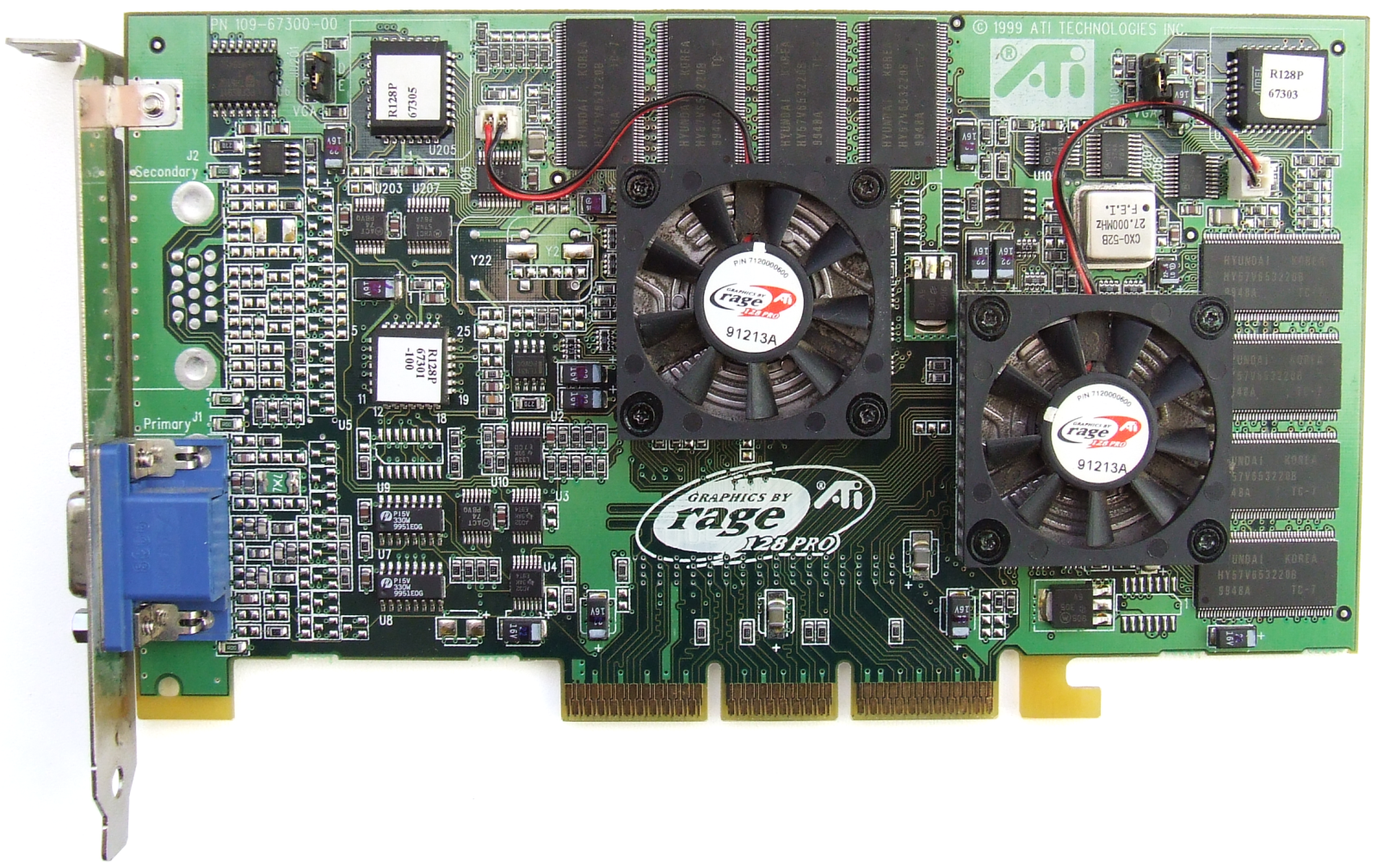
ATI Rage Fury MAXX

Namensgebend für AFR war die Alternate Frame Rendering-Technik von ATI Technologies, die bei der Rage Fury Maxx zum Einsatz kam. ATI war die erste Firma, die diesen Modus anbot und prägte so den Namen.

## Vor- und Nachteile
AFR ist derzeit der schnellste Modus für Multi-GPUs und ist daher neben der Einfachheit der Implementierung auch wegen der Geschwindigkeit bei allen Herstellern sehr beliebt.
Allerdings hat es den Nachteil, dass es bei Anwendungen, die Render-to-Texture benutzen, aufgrund seines Aufbaus nicht eingesetzt werden kann. Da sehr viele Computerspiele mittlerweile Render-to-Texture benutzen, schränkt dies die Anwendungsmöglichkeit von AFR sehr ein.

## Anwendung
Bei folgenden Multi-GPU-Techniken kommt AFR zum Einsatz:
- ATI Crossfire
- nVidia SLI
- S3 MultiChrome
- XGI BitFluent